# Chwostowo (obwód kurski)
Chwostowo (ros. Хвостово) – wieś (ros. деревня, trb. dieriewnia) w zachodniej Rosji, w sielsowiecie polewskim rejonu kurskiego w obwodzie kurskim.

## Geografia
Miejscowość położona jest nad Sejmem (lewy dopływ Desny), 3 km od centrum administracyjnego sielsowietu (Polewaja), 20 km na południowy wschód od centrum administracyjnego rejonu (Kursk), 7,5 km od drogi federalnej R-298 (Kursk – Woroneż – R22 «Kaspij»; część europejskiej trasy E38).
We wsi znajduje się 85 posesji.
Klimat
Miejscowość, jak i cały rejon, znajduje się w strefie klimatu kontynentalnego z łagodnym ciepłym latem i równomiernie rozłożonymi opadami rocznymi (Dfb w klasyfikacji klimatów Köppena).

## Demografia
W 2010 r. wieś zamieszkiwało 105 osób.